# FC Järfälla
FC Järfälla är en fotbollsförening från Jakobsberg i Järfälla kommun i Stockholms län, bildad 1993 genom sammanslagning av herrsektionerna inom Jakobsbergs GoIF och IK Söderhöjden/Wasa. År 2003 uppgick även Jakobsbergs GoIF i föreningen. Föreningens herrlag har som bäst spelat i gamla division II 1999-2000. Laget spelade tidigare på Veddestavallen men hör sedan 2006 hemma på Järfällavallen. Damlaget har inte deltagit i seriespel sedan 2011, säsongen 2022 har föreningen ett flicklag i seriespel. Däremot har föreningen flera pojklag och herrseniorerna slutade på sjätte plats i division II 2022.

## Truppen

### Spelartruppen
| Nr | Land    | Pos | Namn          |
| -- | ------- | --- | ------------- |
| 3  | Sverige | F   | Filip Nyberg  |
| 6  | Sverige | MF  | Peter Saweris |
| 9  | Sverige | A   | Adam Würtz    |
| 17 | Sverige | A   | Chris Fox     |

| Nr | Land    | Pos | Namn             |
| -- | ------- | --- | ---------------- |
| 23 | Sverige | MF  | Anthony Portilla |
| 24 | Sverige | MF  | William Nystedt  |
| 25 | Sverige | A   | Kahin Dahir      |
| 31 | Sverige | MV  | Damian Kuranda   |

## Serieplaceringar
Förklaring till tabell:

| Nivå | Serie                             |
| ---- | --------------------------------- |
| 3    | Div. II (-2005), Div. I (2006-)   |
| 4    | Div. III (-2005), Div. II (2006-) |
| 5    | Div. IV (-2005), Div. III (2006-) |
| 6    | Div. V (-2005), Div. IV (2006-)   |
| 7    | Div. VI (-2005), Div. V (2006-)   |

| Serie | Placering | Serie/Anmärkning                                                    |
| ----- | --------- | ------------------------------------------------------------------- |
| 1993  | 1         | Division IV Stockholm norra (uppflyttad)                            |
| 1994  | 6         | Division III Norra Svealand                                         |
| 1995  | 10        | Division III Norra Svealand (nedflyttad)                            |
| 1996  | 1         | Division IV Stockholm norra (uppflyttad)                            |
| 1997  | 3         | Division III Norra Svealand                                         |
| 1998  | 1         | Division III Norra Svealand (uppflyttad)                            |
| 1999  | 8         | Division II Östra Svealand                                          |
| 2000  | 12        | Division II Östra Svealand (nedflyttad)                             |
| 2001  | 10        | Division III Norra Svealand                                         |
| 2002  | 2         | Division IV Stockholm norra                                         |
| 2003  | 6         | Division IV Stockholm norra                                         |
| 2004  | 4         | Division IV Stockholm norra                                         |
| 2005  | 2         | Division IV Stockholm norra (kvarstod på serienivån efter kvalspel) |
| 2006  | 3         | Division III Norra Svealand                                         |
| 2007  | 6         | Division III Norra Svealand                                         |
| 2008  | 3         | Division III Norra Svealand                                         |
| 2009  | 8         | Division III Norra Svealand                                         |
| 2010  | 12        | Division III Norra Svealand (nedflyttad)                            |
| 2011  | 7         | Division IV Stockholm norra                                         |
| 2012  | 10        | Division IV Stockholm norra                                         |
| 2013  | 12        | Division IV Stockholm norra (nedflyttad)                            |
| 2014  | 10        | Division V Stockholm norra                                          |
| 2015  | 2         | Division V Stockholm norra                                          |
| 2016  | 1         | Division V Stockholm norra (uppflyttad)                             |
| 2017  | 3         | Division IV Stockholm norra                                         |
| 2018  | 3         | Division IV Stockholm norra                                         |
| 2019  | 1         | Division IV Stockholm norra (uppflyttad)                            |
| 2020  | 1         | Division III Norra Svealand (uppflyttad)                            |
| 2021  | 7         | Division II Norra Svealand                                          |
| 2022  | 6         | Division II Norra Svealand                                          |
| 2023  | 3         | Division II Norra Svealand                                          |
| 2024  | 5         | Division II Norra Svealand                                          |